# Прапор Любляни
Прапор Любляни - символ столиці Словенії. Представляє собою прямокутне полотнище з двох рівних смуг:  верхньої — білої та нижньої — зеленої. В центрі стягу розташований герб міста.
Символом міста є Люблянський дракон. Він символізує силу, мужність і велич. Він зображений на верхній частині вежі Люблянського замку на гербі Любляни.
Є кілька пояснень про походження Люблянського дракона. Згідно з грецькою легендою, аргонавти під час повернення додому після викрадення Золотого руна знайшли велике озеро, оточене болотами між сучасними містами Врхника і Любляна. Саме там, Ясон вразив чудовисько. Цей монстр став драконом, який сьогодні присутній на гербі та прапорі міста.